# Allée des Cygnes
L'allée des Cygnes est une voie du 15e arrondissement de Paris.

## Situation et accès
L'allée des Cygnes est implantée sur l'île aux Cygnes, île artificielle sur la Seine, entre les 15e et 16e arrondissements. Elle est administrativement rattachée au 15e arrondissement.
Elle est desservie par la ligne 6 à la station Bir-Hakeim.

## Origine du nom
Cette voie est nommée d'après le voisinage de l'ancienne île des Cygnes, réunie au Champ-de-Mars à la fin du XVIIIe siècle. 

## Historique
Un arrêté préfectoral du 18 mai 1878 a autorisé la Ville de Paris à établir une allée plantée, dont l'entretien est à sa charge, sur la plate-forme de la digue de Grenelle, créée en 1825 par la Société concessionnaire du pont de Grenelle.

## Bâtiments remarquables et lieux de mémoire

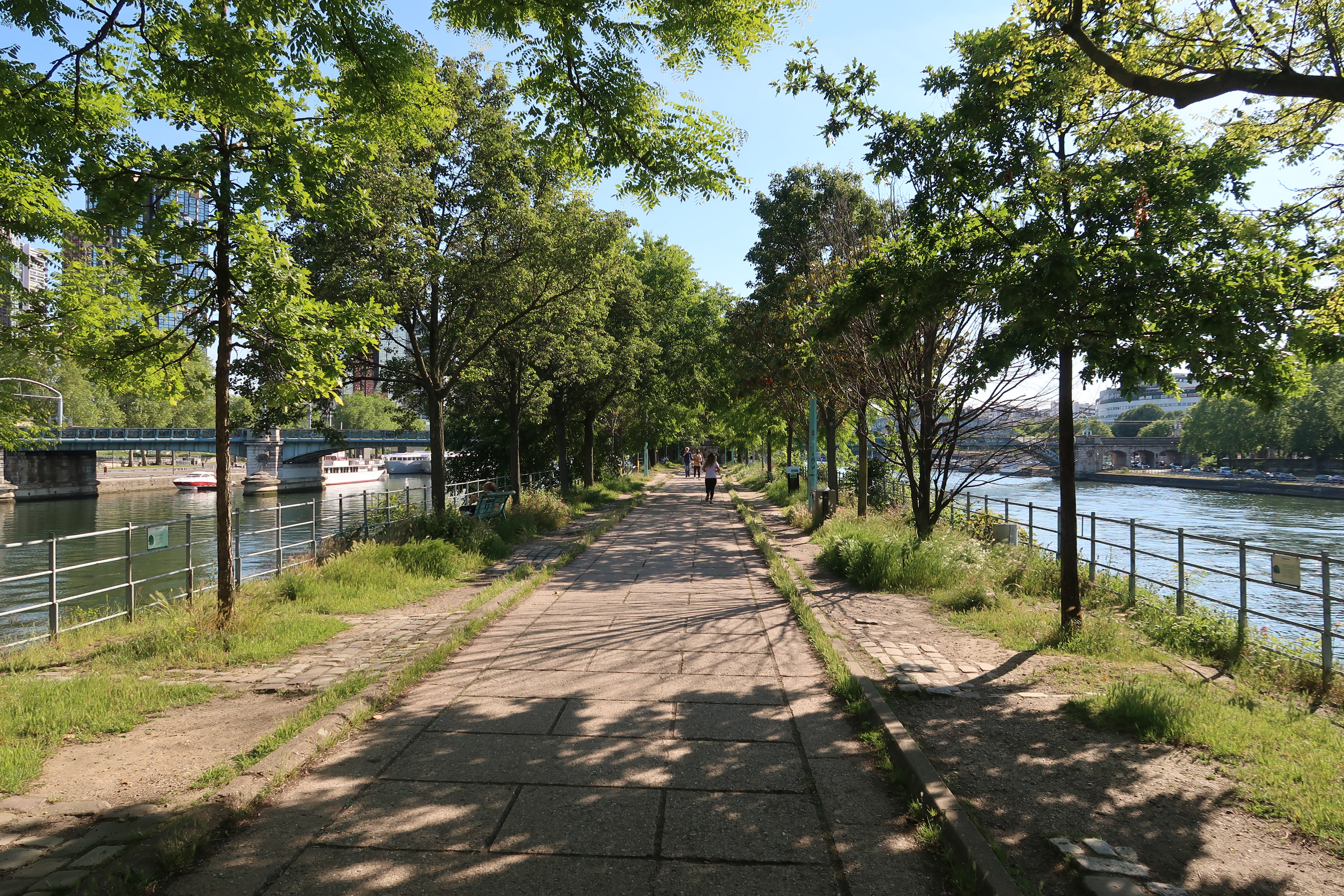
Promenade au printemps.
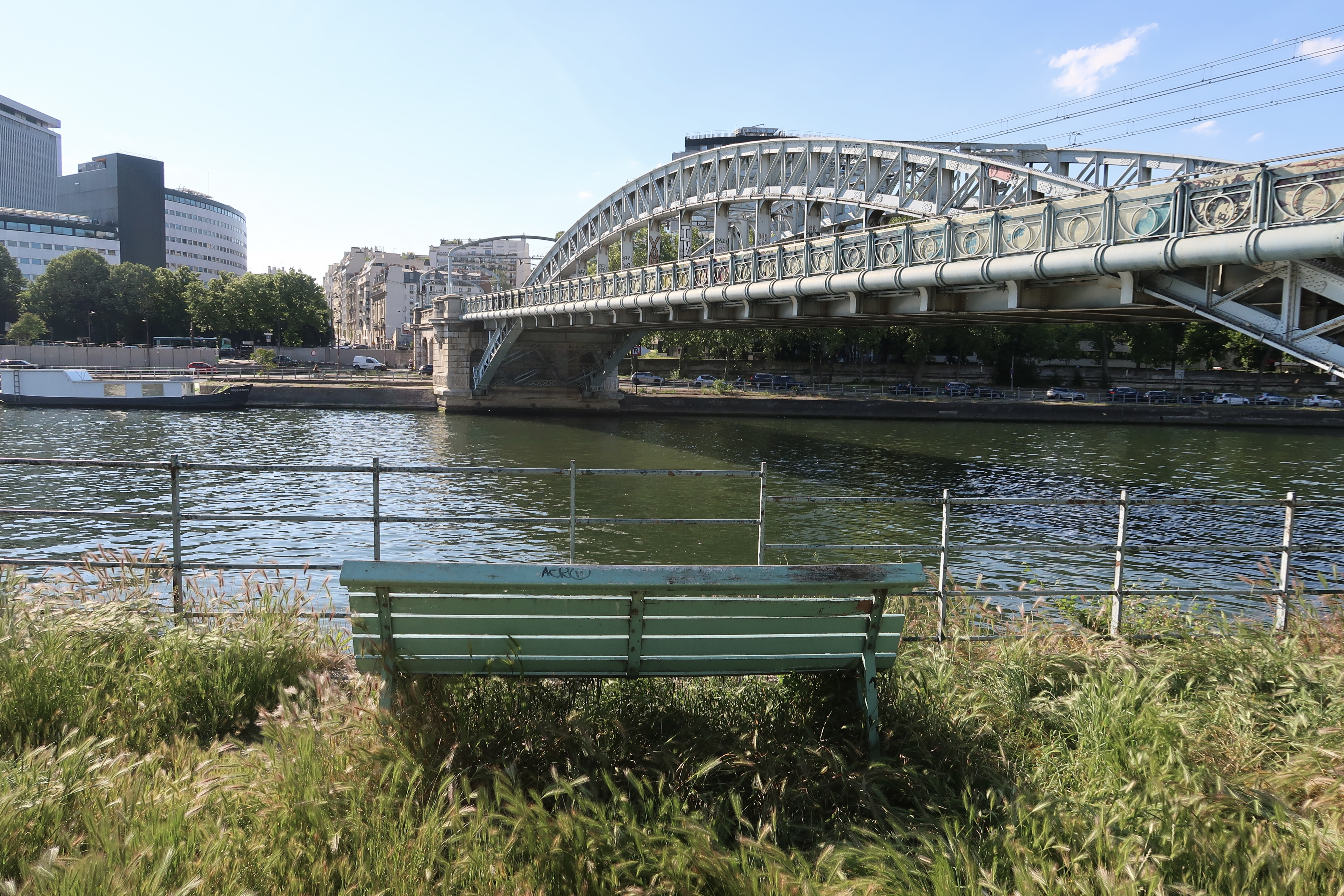
Banc.
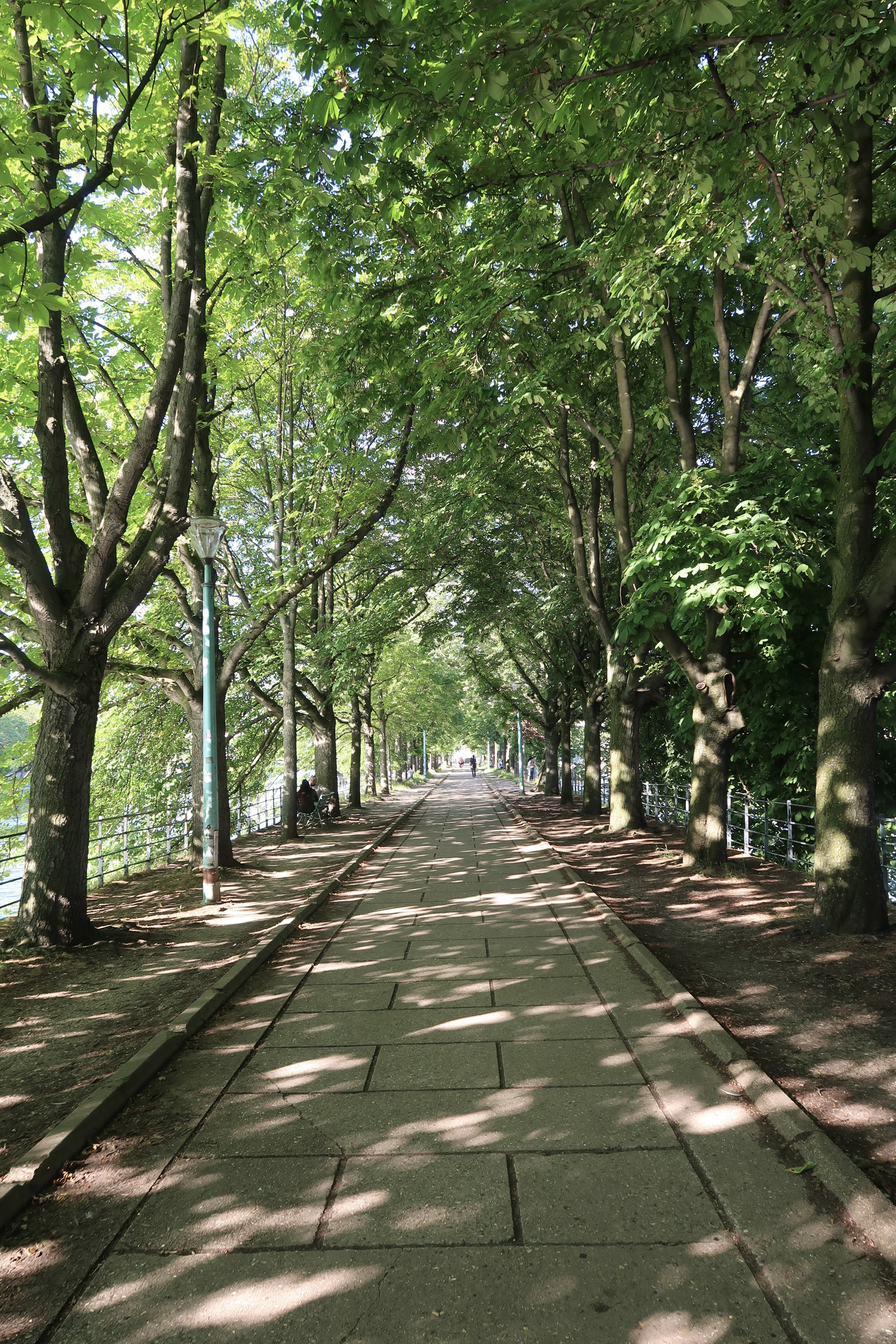
Frondaison.
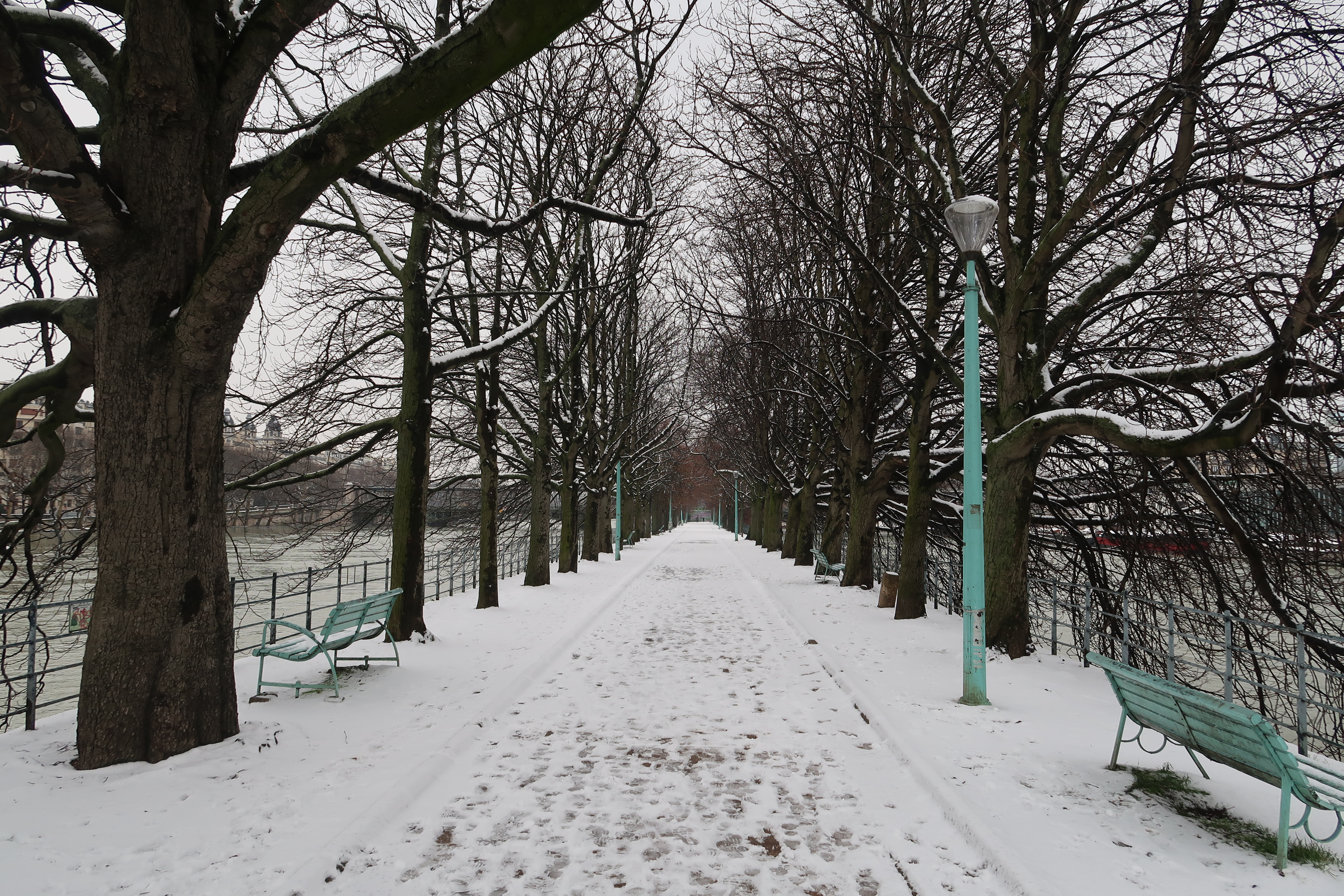
Promenade sous la neige (2018).